# ولادیمیر کاورایسکی
ولادیمیر ولادیمیرویچ کاورایسکی (روسی: Владимир Владимирович Кавра́йский؛ ۲۲ آوریل ۱۸۸۴ – ۲۶ آوریل ۱۹۵۴) یک کارتوگراف و جغرافیدان اهل روسیه بود. تحقیقات و ابداعات او در سال ۱۹۳۹ میلادی در پروژه کاورایسکی که درباره ترسیم نقشه جهان بود، تمرکز داشت. وی همچنین برنده جوایزی همچون درجه پرچم سرخ و نشان لنین شده است.